# Carlos Franco Sodi
Carlos Franco Sodi (Oaxaca, Oaxaca; 31 de marzo de 1904-Ciudad de México, 24 de abril de 1961) fue un abogado, profesor y jurista mexicano que se desempeñó como procurador general de la República durante la presidencia de Adolfo Ruiz Cortines de 1952 a 1956. Fundó, junto con otros, la Academia Mexicana de Ciencias Penales.